# آتش‌سوزی ۲۰۲۱ برج کائوهسیونگ
در آتش‌سوزی در یک برج ۱۳ طبقه در جنوب تایوان حداقل ۴۶ نفر کشته و ده‌ها نفر دیگر به‌طور جدی مجروح شده‌اند. سازمان آتش‌نشانی محلی اعلام نمود که یک ساختمان مسکونی-تجاری در شهر کائوسیونگ در ساعات نخست صبح پنجشنبه طعمه حریق شد. عملیات مهار و خاموش کردن این آتش‌سوزی بیش از چهار ساعت طول کشید. بنا به اعلام اداره آتش‌نشانی ۷۹ نفر به بیمارستان منتقل شده‌اند، از جمله ۱۴ نفر که وضعیت آنها وخیم است.